# Oljegrus

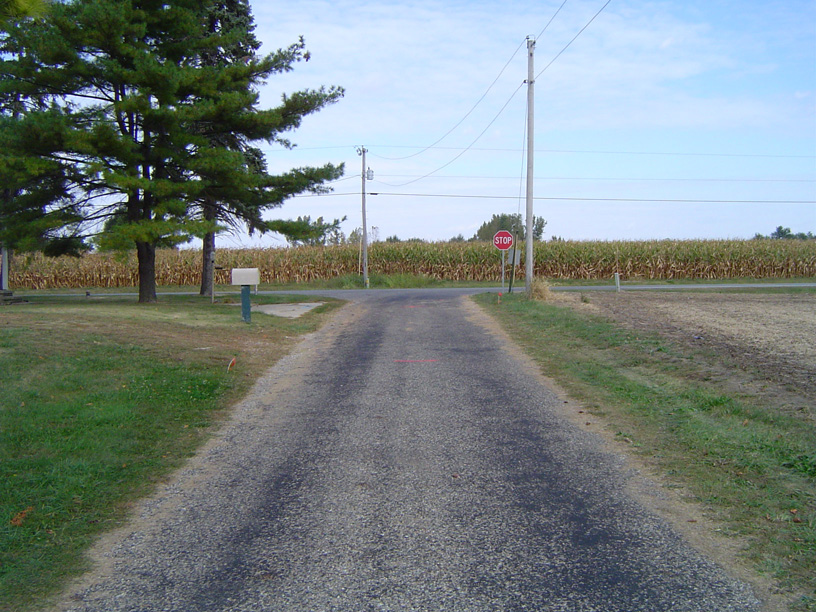
En väg belagd med oljegrus.

Oljegrus (OG) är en blandning av grus och mjukgjord bitumen som används som vägbeläggning, i första hand som slitlager på mindre trafikerade vägar.
Till skillnad från vanlig asfalt (som tekniskt kallas asfaltbetong) är oljegrus kallblandat; blandningsverket arbetar vid temperatur under 105 °C istället för över 160 °C, vilket innebär minskad energiförbrukning och därmed lägre miljöbelastning. Oljegrus är också mjukare, och därmed mindre benäget att spricka, och billigare än vanlig asfalt. I likhet med varmblandad asfalt läggs oljegrus oftast ut med asfaltläggare.
Ursprungligen tillverkades oljegrus med så kallad vägolja som bindemedel. Vägoljan innehöll tjära som kan framkalla cancer, varför vägoljan har förbjudits i Sverige. Vägoljan har ersatts med mjukgjort bitumen som bindemedel i oljegrus. Dagens vägbeläggningsprodukt kallas mjukgjort oljegrus (MJOG).